# Michael Mann (sociologo)
Michael Mann (Stretford, 1942) è un sociologo e storico britannico.

## Biografia e opere principali
È professore di Sociologia all'Università della California, Los Angeles (UCLA). Originario di Stretford, nelle vicinanze di Manchester, si è stabilito nel 1987 negli Stati Uniti, acquisendo la cittadinanza statunitense e mantenendo quella britannica. Laureatosi in Storia moderna e in Servizio sociale all'Università di Oxford, consegue nel 1971 il dottorato in Sociologia presso la stessa istituzione. A UCLA, è stato il supervisore del dottorato di Azadeh Kian, direttrice presso l’Université Paris Cité.
Insegna poi Sociologia all'Università dell'Essex e, dal 1977 al 1987, alla London School of Economics insieme a John A. Hall ed Ernest Gellner. È in quest'ultimo periodo che inizia a sviluppare il modello teorico per il quale è più conosciuto, la teoria delle quattro fonti del potere sociale. Essa costituisce l'oggetto della sua monumentale opera The Sources of Social Power, composta da quattro volumi pubblicati tra il 1986 e il 2013. Gli articoli che ne rappresentano l'anticipazione sono Idealism and Materialism in Sociological Theory, del 1979, in cui mediante un confronto con Marx e Weber Mann si concentra sul ruolo del potere economico e ideologico nella storia; States, Ancient and Modern (1977), che costituisce un'analisi dei mutamenti storici del potere militare, e State and Society, 1130-1815 (1980), nel quale è invece il potere politico a venire in primo piano (tema su cui egli torna anche nel saggio del 1984 The Autonomous Power of the State: its Origins, Mechanisms, and Results).
Oltre ai quattro volumi di The Sources of Social Power, in cui Mann ripercorre la storia del potere sociale a partire dall'era neolitica fino alla contemporaneità sulla base del suo modello delle quattro fonti del potere, le sue opere più famose sono Fascists, del 2004, e Il lato oscuro della democrazia: alle radici della violenza etnica, dell'anno successivo, nelle quali è altresì applicato il modello sviluppato in The Sources of Social Power. Nel primo di questi due libri Mann analizza l'ascesa al potere dei movimenti fascisti italiano, tedesco, austriaco, ungherese, romeno e spagnolo tra le due guerre mondiali, ripercorrendo dettagliatamente ogni singolo caso nazionale e, in chiave comparativa, individuando le similarità e i parallelismi tra di essi. Nel secondo egli affronta il tema della pulizia etnica, ripercorrendo analiticamente i quattro principali casi di pulizia etnica novecenteschi (genocidio armeno, Olocausto, conflitto in ex Jugoslavia e Ruanda), i casi di pulizia etnica nelle colonie ad opera dei Paesi conquistatori (in particolare Stati Uniti e Australia, ai danni dei nativi americani e degli aborigeni australiani), e i «classicidi» messi in atto dai regimi comunisti dell'Unione Sovietica, della Repubblica Popolare Cinese e della Cambogia. Su questa base egli giunge a sviluppare otto tesi che, nel descrivere i comuni tratti fondamentali rilevati a partire dai casi empirici, possono essere d'aiuto nell'identificare le situazioni di tensione che rischiano di precipitare in forme di pulizia etnica. Mann ha altresì pubblicato, nel 2003, il volume L'impero impotente, in cui, sulla base del modello delle quattro fonti del potere sociale, analizza e condanna la politica estera contemporanea degli Stati Uniti.
All’opera complessiva di Mann sono stati dedicati diversi libri e numeri monografici di riviste scientifiche. Tra i libri si segnalano John A. Hall e Ralph Schroeder (a cura di) An Anatomy of Power: The Social Theory of Michael Mann, Cambridge University Press, New York 2006 (ISBN 978-0521615181); Ralph Schroeder (a cura di), Global Powers: Michael Mann’s Anatomy of the Twentieth Century and Beyond, Cambridge University Press, New York 2016 (ISBN 9781107086142); e, in italiano, Eleonora Piromalli, Michael Mann: Le fonti del potere sociale, Mimesis Edizioni, Milano-Udine 2016 (ISBN 978-8857535609).

## Le quattro fonti del potere sociale
In The Sources of Social Power Mann elabora il modello «IEMP» (acronimo di ideologico, economico, militare, politico). Grazie a esso, nei quattro volumi dell’opera, egli ripercorre la storia delle società umane esaminando, a partire dall’era neolitica fino alla contemporaneità, le forme, le variazioni e le dinamiche di sviluppo dei rapporti di potere sociale. Mann definisce il potere in termini organizzativi, come «la capacità degli esseri umani di perseguire e raggiungere obiettivi attraverso il controllo del proprio ambiente» sociale o naturale. Il modello IEMP si fonda sull’enucleazione in chiave storico-sociologico ed empirica di quattro forme di potere, considerati come idealtipi, le quali si presentano sempre intrecciate e intersecantesi nella concreta realtà sociale: potere ideologico, economico, militare e politico. Questi rappresentano per Mann gli «strumenti organizzativi» che gli esseri umani, formando reti d’azione collettiva per il soddisfacimento dei loro fini e bisogni, hanno adottato fin dagli albori della civiltà. Le quattro fonti del potere sociale, interrelandosi attraverso l’azione individuale e collettiva dei soggetti e interagendo con altre variabili maggiormente contingenti e storicamente diversificate, vanno a comporre le concrete interazioni di potere, stratificazioni sociali, istituzioni ravvisabili nelle diverse fasi dello sviluppo storico del genere umano, e per Mann costituiscono quindi le chiavi analitiche fondamentali tramite cui è possibile studiare la storia umana. Quel che Mann mira in particolare a descrivere è l’«infrastruttura organizzativa» del potere: ossia i modi in cui gli esseri umani, nel corso della storia, organizzano la loro azione sociale per mezzo di rapporti di potere istituzionalizzati (anche in via temporanea e informale), e come gli spazi sociali e geografici possono essere «conquistati e controllati da e attraverso organizzazioni di potere».
Il modello proposto da Mann viene comunemente definito “neo-weberiano”, in quanto si articola attraverso un approccio multifattoriale che si avvale di categorizzazioni idealtipiche, in cui interagiscono teoria sociale, azione sociale e ricostruzione storica. Oltre che con Max Weber, in Le fonti del potere sociale Mann si confronta con le elaborazioni teoriche di Karl Marx, Émile Durkheim, Herbert Spencer, Talcott Parsons, e con autori recenti e contemporanei quali Poulantzas, Skocpol, Tilly e Wallerstein.
Particolarmente degne di nota, all’interno di The Sources of Social Power, sono la distinzione tra le forme di potere dispotico e infrastrutturale, distributivo e collettivo, estensivo e intensivo, autoritativo e diffuso; la teoria dello «Stato polimorfico» e delle cristallizzazioni statali sviluppata nel secondo volume; la teoria delle classi, anch’essa presente nel secondo volume; la teoria della rivoluzione esposta nel terzo e nel quarto volume; e quella delle «globalizzazioni», intese al plurale (a delineare un fenomeno dai caratteri disomogenei), sviluppata nel quarto.

## Pubblicazioni scelte

### Libri
- Consciousness and Action Among the Western Working Class 1981. ISBN 0-391-02268-7.
- The Sources of Social Power: Volume 1, A History of Power from the Beginning to AD 1760, Cambridge University Press, 1986. ISBN 0-521-30851-8.
- The Sources of Social Power: Volume 2, The Rise of Classes and Nation States 1760-1914, Cambridge University Press, 1993. ISBN 0-521-44015-7.
- Incoherent Empire, Verso, 2003. ISBN 1-85984-582-7; trad. it. di G. Lonza, L’impero impotente. Perché il nuovo imperialismo americano può portare al disastro gli USA e il mondo, Piemme, Casale Monferrato 2004. ISBN 9788838481215.
- Fascists.  Cambridge: Cambridge University Press, 2004. ISBN 0-521-53855-6.
- The Dark Side of Democracy: Explaining Ethnic Cleansing. Cambridge: Cambridge University Press, 2005.  ISBN 978-0-521-53854-1. Trad. it. di B. Amato, Il lato oscuro della democrazia. Alle radici della violenza etnica, Università Bocconi Editore, Milano 2005. ISBN 9788883500619.
- Power in the 21st Century. Conversations with John A. Hall, Polity Press, Cambridge 2011. ISBN 9780745653228.
- The Sources of Social Power: Volume 3, Global Empires and Revolution, 1890-1945, Cambridge University Press, 2012. ISBN 978-1107655478.
- The Sources of Social Power: Volume 4, Globalizations, 1945-2011, Cambridge University Press, 2012. ISBN 978-1-107-61041-5.

### Articoli
- States, Ancient and Modern, in «European Journal of Sociology - Archives Européennes de Sociologie», XVIII (1977), n. 2, pp. 262-298. Ristampato in States, War and Capitalism. Studies in Political Sociology, Basil Blackwell, Oxford 1988, pp. 33-72.
- The Autonomous Power of the State. European Sociology Archives, 1984.
- Has Globalization Ended the Rise and Rise of the Nation-State?, in «Review of International Political Economy», IV (1997), n. 3, pp. 472-496.
- Infrastructural Power Revisited, in «Studies in Comparative International Development», XLIII (2008), n. 3-4, pp. 355-365.

### Letteratura critica
- John A. Hall, Ralph Schroeder (a cura di) An Anatomy of Power: The Social Theory of Michael Mann, Cambridge University Press, New York 2006. ISBN 978-0521615181.
- Ralph Schroeder (a cura di), Global Powers: Michael Mann’s Anatomy of the Twentieth Century and Beyond, Cambridge University Press, New York 2016. ISBN 9781107086142.
- Eleonora Piromalli, Michael Mann: Le fonti del potere sociale, Mimesis Edizioni, Milano-Udine 2016. ISBN 978-8857535609.